# 黃爾璇
黃爾璇（1936年3月5日—2019年2月9日），雲林縣人，台灣學者與政治人物。曾任中華民國總統府國策顧問、立法委員、民主進步黨秘書長。

## 學歷
黃爾璇於台中師範學校畢業、服務小學四年後保送升學國立台灣師範大學社會教育系，之後考取該校教育研究所，就讀一年後改考國立政治大學公共行政研究所，取得該所碩士，後又考取同校政治研究所，並獲該所政治學博士，在校期間曾考取公費前往日本東京大學就讀。

## 經歷
黃爾璇擔任過小學教師、公務員，後任教東吳大學、政治作戰學校政治研究所、政治大學、國立中興大學等大學並兼任政大國際關係研究中心研究員。黃爾璇具高考教育行政和社會行政及格的公務人員任用資格。後於東吳大學政治系擔任專任副教授。黃爾璇雖曾具中國國民黨籍，但他也是少數敢公開發表政治民主改革言論的學者之一，也因此被國民黨政府列入注意對象。後來國民黨青工會與情治單位透過教育部迫使東吳大學校方在政府壓力下，於1983年6月29日以當時通行的「不予續聘」方式解聘，被稱為東吳大學政治系事件。
黃爾璇其後參與台灣人權促進會與初期台灣教授協會的發起與活動，黃爾璇是民進黨建黨10人秘密小組成員，並且參與民主進步黨祕密建黨小組推動建黨工作、擔任建黨委員會執行長及政策組召集人。1986年12月民主進步黨成立時擔任建黨秘書長，連任兩屆。黃爾璇致力於民進黨黨章、黨綱的草擬及整合，初期黨組織殆為黃爾璇所手創。他也曾任《民眾日報》主筆、《自立晚報》主筆、《臺灣評論雜誌》發行人。
黃爾璇曾經協助台灣獨立建國聯盟秘密遷台，後出任台灣獨立建國聯盟副主席；1989年黃爾璇代表民進黨參選雲林縣立法委員，落選；1992年黃爾璇出任民進黨全國不分區立法委員，並於1995年、1998年獲得連任，2001年黨內初選連任失利。黃爾璇擔任立法委員期間，曾經擔任行政院大陸委員會諮詢委員、銓敘部人事制度研究改進委員會委員與行政院政府改造諮詢委員會委員。其後，擔任過總統府人權諮詢委員會委員、台灣聯通科技董事長、台灣獨立建國聯盟《共和國雜誌》發行人。

## 褒揚令
蔡英文總統於2月24日上午出席黃爾璇公祭典禮時親頒褒揚令，由長女黃芳儀代表接受，表彰他對臺灣民主發展的卓越貢獻，褒揚令原文為：

總統府國策顧問、立法院前立法委員黃爾璇，清端朗暢，槃才高華。少歲卒業國立臺灣師範大學社會教育系，復獲政治大學公共行政暨政治學研究所碩、博士學位；旋以公費赴日本東京大學深造，術業精專，早擅脩名。曾任東吳、政治、中興大學副教授暨政論雜誌發行人、民主進步黨中央黨部秘書長、總統府人權諮詢小組委員等職，關懷地方公共事務，眷注社會發展進程；崇尚自由人權主義，弘宣言論保障議題；縷析臺灣政治體制，曉解國家局勢現況，洞中肯綮，胸臆自出；畢慮宣勤，義無旋踵。嗣膺任第二、三、四屆立法委員，深化國會議事規則，開啟政黨協商機制；研擬立院倫理準則，推動民生社福法案，坐運籌策，訏謨建白；言近旨遠，創置多方。綜其生平，志行堅卓－允為政界之幽光，讜論閎通－遂成議壇之碩望，茂績聲采，矩範足欽。遽聞溘然辭世，軫惜殊殷，應予明令褒揚，用示政府篤念才彥之至意。

總　　　統　蔡英文　　　　

行政院院長　蘇貞昌　　　　

## 外部連結
- 黃爾璇的部落格 （页面存档备份，存于）

| 政党职务   | 政党职务                                               | 政党职务      |
| ---------- | ------------------------------------------------------ | ------------- |
| 民主進步黨 |                                                        |               |
| 首任       | 民主進步黨秘書長 第一任 1986年11月28日－1988年11月28日 | 繼任： 張俊宏 |